# Amphoe Samrong
Amphoe Samrong (Thai: สำโรง) ist ein Landkreis (Amphoe – Verwaltungs-Distrikt) im Westen der Provinz Ubon Ratchathani. Die Provinz Ubon Ratchathani liegt in der Nordostregion von Thailand, dem so genannten Isan.

## Geographie
Benachbarte Landkreise (von Norden im Uhrzeigersinn): die Amphoe Warin Chamrap und Det Udom der Provinz Ubon Ratchathani, sowie die Amphoe Non Khun und Kanthararom der Provinz Si Sa Ket.

## Geschichte
Der Landkreis Samrong wurde am 15. April 1985 zunächst als „Zweigkreis“ (King Amphoe) eingerichtet, indem die sechs Tambon Samrong, Khok Kong, Nong Hai, Kho Noi, Non Ka Len und Khok Sawang vom Amphoe Warin Chamrap abgetrennt wurden.
Am 9. Mai 1992 bekam Samrong den vollen Amphoe-Status.

## Verwaltungseinheiten
Provinzverwaltung
Der Landkreis Samrong ist in neun Tambon („Unterbezirke“ oder „Gemeinden“) eingeteilt, die sich weiter in 108 Muban („Dörfer“) unterteilen.
| Nr. | Name        | Thai     | Muban | Einw. |
| --- | ----------- | -------- | ----- | ----- |
| 1.  | Samrong     | สำโรง    | 12    | 7.134 |
| 2.  | Khok Kong   | โคกก่อง   | 17    | 6.119 |
| 3.  | Nong Hai    | หนองไฮ   | 12    | 6.333 |
| 4.  | Kho Noi     | ค้อน้อย    | 17    | 7.718 |
| 5.  | Non Ka Len  | โนนกาเล็น | 12    | 7.795 |
| 6.  | Khok Sawang | โคกสว่าง  | 12    | 7.955 |
| 7.  | Non Klang   | โนนกลาง  | 10    | 4.470 |
| 8.  | Bon         | บอน      | 07    | 3.317 |
| 9.  | Kham Pom    | ขามป้อม   | 09    | 2.714 |

Lokalverwaltung
Es gibt eine Kommune mit „Kleinstadt“-Status (Thesaban Tambon) im Landkreis:
- Samrong (Thai: เทศบาลตำบลสำโรง), bestehend aus dem gesamten Tambon Samrong.

Außerdem gibt es acht „Tambon-Verwaltungsorganisationen“ (องค์การบริหารส่วนตำบล – Tambon Administrative Organizations, TAO):
- Khok Kong (Thai: องค์การบริหารส่วนตำบลโคกก่อง)
- Nong Hai (Thai: องค์การบริหารส่วนตำบลหนองไฮ)
- Kho Noi (Thai: องค์การบริหารส่วนตำบลค้อน้อย)
- Non Ka Len (Thai: องค์การบริหารส่วนตำบลโนนกาเล็น)
- Khok Sawang (Thai: องค์การบริหารส่วนตำบลโคกสว่าง)
- Non Klang (Thai: องค์การบริหารส่วนตำบลโนนกลาง)
- Bon (Thai: องค์การบริหารส่วนตำบลบอน)
- Kham Pom (Thai: องค์การบริหารส่วนตำบลขามป้อม)